# Ctenopoma muriei
Ктенопома Мюрі (Ctenopoma muriei) — тропічний прісноводний вид лабіринтових риб з родини анабасових (Anabantidae). Належить до групи видів Ctenopoma petherici, але чітко відрізняється від своїх родичів меншими розмірами, меристичними показниками та забарвленням.
Альберт Гюнтер використав зразки, тепер типові для Ctenopoma muriei, при описі ктенопоми Петеріка (Ctenopoma petherici), який він зробив 1864 року. Згодом з'ясувалося, що йдеться про два абсолютно різні, хоча й споріднені, види. 1906 року Джордж Альберт Буленджер описав менші зразки гюнтеревої ктенопоми Петеріка, які Гюнтер вважав молодими екземплярами, як новий вид Anabas muriei (тепер Ctenopoma muriei). Назву йому від дав на честь Джеймса Мюрі (англ. James Murie), який супроводжував Джона Петеріка (англ. John Petherick) в його подорожі Білим Нілом і займався збиранням колекції риб.
Західні популяції ктенопоми Мюрі розглядаються як окремий вид Ctenopoma houyi.

## Опис
Ктенопома Мюрі — один з найменших представників роду Ctenopoma. Максимальний відомий розмір самця становить 60 мм, самки — 70 мм стандартної (без хвостового плавця) довжини. Зразок завдовжки 59 мм мав вагу 9 г. Стандартна довжина становить 77-79 % загальної. Висота тіла в 2,7-3,4 рази, а довжина голови в 2,7-3,1 рази менша за стандартну довжину. Хвостове стебло дуже коротке.
Діаметр ока в 4,0-5,0 разів менший за довжину голови й у 1,0-1,7 раза — за міжорбітальну відстань. Морда округла, її довжина трохи менша за діаметр ока. Рот скошений, верхня щелепа тягнеться до рівня нижче передньої чверті або третини ока. В міжокулярній зоні розташована одна цефалічна (на голові) пора бічної лінії. Зяброва кришка по краю має глибокий виріз, над ним розташовано 4-11 шипів, ще 2-8 шипів — під ним. Міжкришкова кістка, а іноді й підкришкова також зазублені, натомість передкришкова кістка ніколи не має шипів. Під першою зябровою дугою розташовано 7-9 коротких зябрових тичинок. У надзябровій порожнині Ctenopoma muriei має допоміжний орган дихання — лабіринт у формі пластини з багатьма складками.
В спинному плавці 15-17 твердих і 7-10 м'яких променів. Тверді промені в 3,0-5,2 рази коротші за довжину голови, починаючи з 5-го або 6-го приблизно однакової довжини, довжина найдовших м'яких променів становить близько 60 % довжини голови. Анальний плавець за будовою схожий із спинним, має 9-11 твердих і 7-11 м'яких променів. Хвостовий плавець округлий, має 16 основних променів. Грудні плавці також округлі, їхня довжина становить 50-70 % довжини голови, мають по 12-15 променів. У черевних плавцях по 1 твердому і по 5 м'яких променів, у складеному стані вони сягають щонайдалі першого твердого променя анального плавця.
Луски сильно ктеноїдні. 24-28 лусок у поздовжньому ряді, 13-17 в верхній та 9-14 у нижній бічній лінії. Дві частини бічної лінії розділені лише одним рядом лусочок. 3-4 луски розташовані вище бічної лінії, 8-9 лусок нижче за неї. 25-27 хребців.
Основне забарвлення оливкове, коричнювате, сірувате або сріблясте, спина темніша, черево світліше. Тіло вкрите дрібними темними цятками, які в молодих особин можуть шикуватися в поперечні смуги. Чорнувата пляма в блідому кільці навколо неї знаходиться біля кореня хвостового плавця, частково заходить і на сам плавець; у великих особин вона може зникати. Черевні плавці не мають пігментації.
Статеві відмінності нечіткі. Дорослі самки більші й округліші за самців. Проте надійною відмінністю є наявність у зрілих самців так званих «колючих полів» (здутої луски) за очима та перед основою хвостового плавця. Що старшими й більшими є риби, то чіткішою є ця ознака.

## Поширення
Вид поширений у Східній Африці. Зустрічається в басейні річки Білий Ніл, включаючи Бахр-ель-Джебель, а також в озерах Вікторія, Кйога, Едуард, Джордж, Альберт, Танганьїка та в річках, що впадають до них. Далі на південь відомий до північної Замбії. Присутність ктенопоми Мюрі була зокрема засвідчена в річках Рузізі (фр. Rusizi, поєднує озера Ківу та Танганьїка), Малагарасі (англ. Malagarasi, впадає зі сходу в озеро Танганьїка), Луалаба (верхня течія Конго), Лукуга (витікає з озера Танганьїка, права притока Луалаби), а також на болотах Бангвелу (англ. Bangweulu Wetlands) та в річці Луомбва (англ. Luombwa) в Замбії.
Розрахункова територія поширення виду становить 7 919 710 км². Для цього виду доступно мало інформації стосовно чисельності його популяцій, але вважається, що вона не надто велика. Окремим популяціям загрожує регресія боліт внаслідок розширення землеробства. В деяких місцях загрозу становить видобуток корисних копалин, а також використання в сільському господарстві агрохімікатів (пестицидів, добрив). Але, враховуючи значну територію поширення ктенопоми Мюрі, серйозних загроз її існуванню в цілому не існує. Жодних заходів, спрямованих на збереження цього виду не відомо.

## Спосіб життя
Ctenopoma muriei — бентопелагічний вид. Зустрічається як у залишкових ставках на луках та в лісах, що піддаються тимчасовим затопленням, так і в постійних болотах, ставках, озерах, заплавах, периферичних ділянках річок, болотистих канавах, розташованих поблизу русла річок. Це все стоячі або з млявою течією водойми, часто з дуже низьким рівнем розчиненого у воді кисню. Параметри води: pH 6,0-7,5, твердість до 20 °dH, температура 23–28 °C.
Зазвичай ктенопоми Мюрі тримаються серед густої прибережної рослинності. Обов'язково мають дихати атмосферним повітрям.
Харчуються переважно личинками комах та ракоподібними. Постійно обстежують рослинність у пошуках остракод, личинок двокрилих, жуків, молюсків та уламків рослин.
Розмножуються в тимчасових водоймах, коли ті в сезон дощів наповнюються водою. Нерестяться у вільній воді. Залицяння короткі, гнізд не будують. Батьківського піклування не виявляють.

## Утримання в акваріумі
Ктенопома Мюрі рідко трапляється в торгівлі акваріумними рибами. Вперше вид був завезений до Європи (Тюбінген, Німеччина) 1968 року. Проте через невиразне забарвлення ці риби не набули популярності серед акваріумістів. Тримають їх лише окремі спеціалісти, що цікавляться цією групою риб.
Для утримання ктенопоми Мюрі використовують акваріуми місткістю від 50 літрів, рекомендується, щоб вони мали 100 см і більше завдовжки. В такому помешканні можна тримати групу з 6 риб. Краще використовували акваріуми зі щільною рослинністю. Додаткові укриття рибам створюють за допомогою шару плавучої рослинності, декоративних елементів з каміння, розгалужених корчів. На передньому плані лишають вільний простір для плавання. В таких умовах ктенопоми почуваються впевненіше й бувають значно активнішими навіть у світлу частину доби. Акваріум має бути тісно накритий кришкою, оскільки ці риби можуть вистрибувати з води.
Для утримання в спільному акваріумі ктенопома Мюрі підходить лише умовно. Слід враховувати, що за природою — це хижак, ктенопома може з'їсти будь-яку рибу, яка поміщається їй до рота. Тому серед потенційних сусідів не повинно бути занадто дрібних риб. З іншого боку, в товаристві великих, активних або агресивних риб ктенопома Мюрі стає лякливою й постійно перебуває в схованках. Цих риб можна тримати разом із іншими африканськими акваріумними рибами: тетри-алестиди, риби-метелики (Pantodon buchholzi), карликові цихліди (з роду Pelvicachromis та ін.), дрібні соми-мохокіди (наприклад Synodontis nigriventris).
Параметри води: температура 24-28 °C, pH 6,0-7,5, твердість 5-20 °dH.
Вид всеїдний, годувати риб можна усіма звичайними видами живих та сухих кормів.
Повідомлень про розведення ктенопоми Мюрі в умовах акваріума дуже мало. За видового утримання риб окреме нерестовище для розведення не потрібне. Нерест може бути груповим. Самок із дозрілою ікрою легко впізнати за надмірно товстим черевом. Проте точна ідентифікація статі стає можливою лише за поведінкою риб. Всі риби невтомно плавають кругами. Самки з визрілою ікрою при цьому постійно переслідують самців. Готовий до спаровування самець зупиняється й легенько «киває» головою. Самка зупиняється, самець підпливає до неї й обвивається навколо неї своїм тілом. Спаровування триває 2-3 секунди. В цей момент риби заклякають і під час легкої вібрації викидають статеві продукти. Ікра повільно спливає на поверхню води. Звільнившись від обіймів, самець знову повертається до самки зі своїми киваннями та починає переслідувати її. Постійних пар не виникає. Весь нерест триває 1-2 години.
Самка відкладає до 2000 ікринок. Вони прозорі, мають легке жовтувате забарвлення, діаметр становить близько 0,85 мм. Личинки вилуплюються приблизно за 24 години, починають вільно плавати приблизно за 4 дні. На цей момент вони мають розмір близько 3 мм, їдять коловерток.